# 台東区立上野中学校
台東区立上野小学校（たいとうくりつ うえのしょうがっこう）は、東京都台東区上野桜木1丁目に所在する区立小学校。

## 概要
台東区立忍岡中学校とは約350mほどしか離れていない。
校歌の作詞は金子瑞光、作曲は下総皖一。

## 沿革
- 1947年（昭和22年）4月1日 - 東京都立上野高等学校内に開校[4]

## 著名な卒業生
- 岡村陽久 - 実業家
- 三遊亭吉馬 - 落語家